# Opius abditiformis
Opius abditiformis är en stekelart som beskrevs av Fischer 1984. Opius abditiformis ingår i släktet Opius och familjen bracksteklar. Inga underarter finns listade i Catalogue of Life.